# Olympische Sommerspiele 1992/Boxen
Bei den XXV. Olympischen Sommerspielen 1992 in Barcelona fanden zwölf Wettbewerbe im Boxen statt. Austragungsort war der Pavelló Club Joventut Badalona im Vorort Badalona.

## Bilanz

### Medaillenspiegel
| Platz | Land               | Gold | Silber | Bronze | Gesamt |
| ----- | ------------------ | ---- | ------ | ------ | ------ |
| 1     | Kuba               | 7    | 2      | –      | 9      |
| 2     | Deutschland        | 2    | 1      | 1      | 4      |
| 3     | Vereinigte Staaten | 1    | 1      | 1      | 3      |
| 4     | Irland             | 1    | 1      | –      | 2      |
| 5     | Nordkorea          | 1    | –      | 1      | 2      |
| 6     | Nigeria            | –    | 2      | –      | 2      |
| 7     | Bulgarien          | –    | 1      | 1      | 2      |
| 7     | Kanada             | –    | 1      | 1      | 2      |
| 7     | Niederlande        | –    | 1      | 1      | 2      |
| 7     | Vereintes Team     | –    | 1      | 1      | 2      |
| 11    | Spanien            | –    | 1      | –      | 1      |
| 12    | Ungarn             | –    | –      | 3      | 3      |
| 13    | Südkorea           | –    | –      | 2      | 2      |
| 14    | Algerien           | –    | –      | 1      | 1      |
| 14    | Dänemark           | –    | –      | 1      | 1      |
| 14    | Finnland           | –    | –      | 1      | 1      |
| 14    | Großbritannien     | –    | –      | 1      | 1      |
| 14    | Marokko            | –    | –      | 1      | 1      |
| 14    | Mongolei           | –    | –      | 1      | 1      |
| 14    | Neuseeland         | –    | –      | 1      | 1      |
| 14    | Philippinen        | –    | –      | 1      | 1      |
| 14    | Polen              | –    | –      | 1      | 1      |
| 14    | Puerto Rico        | –    | –      | 1      | 1      |
| 14    | Rumänien           | –    | –      | 1      | 1      |
| 14    | Thailand           | –    | –      | 1      | 1      |

### Medaillengewinner
| Konkurrenz         | Gold              | Silber                 | Bronze                                 |
| ------------------ | ----------------- | ---------------------- | -------------------------------------- |
| Halbfliegengewicht | Rogelio Marcelo   | Daniel Petrow          | Jan Quast Roel Velasco                 |
| Fliegengewicht     | Choi Chol-su      | Raúl González          | Timothy Austin István Kovács           |
| Bantamgewicht      | Joel Casamayor    | Wayne McCullough       | Mohamed Achik Li Gwang-sik             |
| Federgewicht       | Andreas Tews      | Faustino Reyes         | Ramaz Paliani Hocine Soltani           |
| Leichtgewicht      | Óscar de la Hoya  | Marco Rudolph          | Namdschilyn Bajarsaichan Hong Sung-sik |
| Halbweltergewicht  | Héctor Vinent     | Mark Leduc             | Leonard Doroftei Jyri Kjäll            |
| Weltergewicht      | Michael Carruth   | Juan Hernández         | Aníbal Acevedo Arkhom Chenglai         |
| Halbmittelgewicht  | Juan Carlos Lemus | Orhan Delibaş          | György Mizsei Robin Reid               |
| Mittelgewicht      | Ariel Hernández   | Chris Byrd             | Chris Johnson Lee Seung-bae            |
| Halbschwergewicht  | Torsten May       | Rostyslaw Saulytschnyj | Wojciech Bartnik Zoltán Béres          |
| Schwergewicht      | Félix Savón       | David Izon             | David Tua Arnold Vanderlyde            |
| Superschwergewicht | Roberto Balado    | Richard Igbineghu      | Brian Nielsen Swilen Rusinow           |

## Ergebnisse

### Halbfliegengewicht (bis 48 kg)
| Platz | Land | Sportler        |
| ----- | ---- | --------------- |
| 1     | CUB  | Rogelio Marcelo |
| 2     | BUL  | Daniel Petrow   |
| 3     | GER  | Jan Quast       |
| 3     | PHI  | Roel Velasco    |
| 5     | ROM  | Valentin Barbu  |
| 5     | HUN  | Pál Lakatos     |
| 5     | ESP  | Rafael Lozano   |
| 5     | GBR  | Rowan Williams  |

Datum: 26. Juli bis 8. August 1992 

30 Teilnehmer aus 30 Ländern

### Fliegengewicht (bis 51 kg)
| Platz | Land | Sportler          |
| ----- | ---- | ----------------- |
| 1     | PRK  | Choi Chol-su      |
| 2     | CUB  | Raúl González     |
| 3     | USA  | Timothy Austin    |
| 3     | HUN  | István Kovács     |
| 5     | DOM  | Héctor Avila      |
| 5     | TAN  | Benjamin Mwangata |
| 5     | AUS  | Robert Peden      |
| 5     | VEN  | David Serradas    |
| 9     | GER  | Mario Loch        |

Datum: 27. Juli bis 9. August 1992 

31 Teilnehmer aus 31 Ländern

### Bantamgewicht (bis 54 kg)
| Platz | Land | Sportler         |
| ----- | ---- | ---------------- |
| 1     | CUB  | Joel Casamayor   |
| 2     | IRL  | Wayne McCullough |
| 3     | MAR  | Mohamed Achik    |
| 3     | PRK  | Li Gwang-sik     |
| 5     | ARG  | Remigio Molina   |
| 5     | PHI  | Roberto Jalnaiz  |
| 5     | NGR  | Mohammed Sabo    |
| 5     | BUL  | Serafim Todorow  |
|       |      |                  |
| 17    | GER  | Dieter Berg      |

Datum: 28. Juli bis 8. August 1992 

31 Teilnehmer aus 31 Ländern

### Federgewicht (bis 57 kg)
| Platz | Land | Sportler          |
| ----- | ---- | ----------------- |
| 1     | GER  | Andreas Tews      |
| 2     | ESP  | Faustino Reyes    |
| 3     | EUN  | Ramaz Paliani     |
| 3     | ALG  | Hocine Soltani    |
| 5     | DOM  | Victoriano Damian |
| 5     | ROM  | Daniel Dumitrescu |
| 5     | KOR  | Park Duk-kyu      |
| 5     | CUB  | Eddy Suarez       |

Datum: 29. Juli bis 9. August 1992 

31 Teilnehmer aus 31 Ländern

### Leichtgewicht (bis 60 kg)
| Platz | Land | Sportler                 |
| ----- | ---- | ------------------------ |
| 1     | USA  | Óscar de la Hoya         |
| 2     | GER  | Marco Rudolph            |
| 3     | MNG  | Namdschilyn Bajarsaichan |
| 3     | KOR  | Hong Sung-sik            |
| 5     | PHI  | Ronald Chavez            |
| 5     | FRA  | Julien Lorcy             |
| 5     | TAN  | Rashid Matumla           |
| 5     | BUL  | Tontscho Tontschew       |

Datum: 30. Juli bis 8. August 1992 

29 Teilnehmer aus 29 Ländern

### Halbweltergewicht (bis 63,5 kg)
| Platz | Land | Sportler         |
| ----- | ---- | ---------------- |
| 1     | CUB  | Héctor Vinent    |
| 2     | CAN  | Mark Leduc       |
| 3     | ROM  | Leonard Doroftei |
| 3     | FIN  | Jyri Kjäll       |
| 5     | ALG  | Laid Bouneb      |
| 5     | EUN  | Oleg Nikolajew   |
| 5     | GBR  | Peter Richardson |
| 5     | HUN  | László Szűcs     |
| 9     | GER  | Andreas Zülow    |

Datum: 30. Juli bis 9. August 1992 

30 Teilnehmer aus 30 Ländern

### Weltergewicht (bis 67 kg)
| Platz | Land | Sportler                |
| ----- | ---- | ----------------------- |
| 1     | IRL  | Michael Carruth         |
| 2     | CUB  | Juan Hernández          |
| 3     | PUR  | Aníbal Acevedo          |
| 3     | THA  | Arkhom Chenglai         |
| 5     | SWE  | Sören Antman            |
| 5     | LTU  | Vitalijus Karpačiauskas |
| 5     | GER  | Andreas Otto            |
| 5     | ROM  | Francisc Vaștag         |

Datum: 26. Juli bis 8. August 1992 

30 Teilnehmer aus 30 Ländern

### Halbmittelgewicht (bis 71 kg)
| Platz | Land | Sportler          |
| ----- | ---- | ----------------- |
| 1     | CUB  | Juan Carlos Lemus |
| 2     | NED  | Orhan Delibaş     |
| 3     | HUN  | György Mizsei     |
| 3     | GBR  | Robin Reid        |
| 5     | NOR  | Ole Klemetsen     |
| 5     | USA  | Raúl Márquez      |
| 5     | ASA  | Maselino Masoe    |
| 5     | LAT  | Igors Šaplavskis  |
| 9     | GER  | Markus Beyer      |

Datum: 27. Juli bis 9. August 1992 

30 Teilnehmer aus 30 Ländern

### Mittelgewicht (bis 75 kg)
| Platz | Land | Sportler           |
| ----- | ---- | ------------------ |
| 1     | CUB  | Ariel Hernández    |
| 2     | USA  | Chris Byrd         |
| 3     | CAN  | Chris Johnson      |
| 3     | KOR  | Lee Seung-bae      |
| 5     | ALG  | Ahmed Dine         |
| 5     | GER  | Sven Ottke         |
| 5     | INA  | Alberth Papilaya   |
| 5     | BUL  | Stefan Trendafilow |

Datum: 28. Juli bis 8. August 1992 

28 Teilnehmer aus 28 Ländern

### Halbschwergewicht (bis 81 kg)
| Platz | Land | Sportler               |
| ----- | ---- | ---------------------- |
| 1     | GER  | Torsten May            |
| 2     | EUN  | Rostyslaw Saulytschnyj |
| 3     | POL  | Wojciech Bartnik       |
| 3     | HUN  | Zoltán Béres           |
| 5     | CUB  | Ángel Espinosa         |
| 5     | USA  | Montell Griffin        |
| 5     | SEY  | Roland Raforme         |
| 5     | GBR  | Stephen Wilson         |

Datum: 29. Juli bis 9. August 1992 

26 Teilnehmer aus 26 Ländern

### Schwergewicht (bis 91 kg)
| Platz | Land | Sportler            |
| ----- | ---- | ------------------- |
| 1     | CUB  | Félix Savón         |
| 2     | NGR  | David Izon          |
| 3     | NZL  | David Tua           |
| 3     | NED  | Arnold Vanderlyde   |
| 5     | IRL  | Paul Douglas        |
| 5     | CAN  | Kirk Johnson        |
| 5     | USA  | Danell Nicholson    |
| 5     | TCH  | Vojtěch Rückschloss |
| 9     | GER  | Bert Teuchert       |

Datum: 28. Juli bis 8. August 1992 

23 Teilnehmer aus 23 Ländern

### Superschwergewicht (über 91 kg)
| Platz | Land | Sportler          |
| ----- | ---- | ----------------- |
| 1     | CUB  | Roberto Balado    |
| 2     | NGR  | Richard Igbineghu |
| 3     | DEN  | Brian Nielsen     |
| 3     | BUL  | Swilen Rusinow    |
| 5     | USA  | Larry Donald      |
| 5     | GER  | Willi Fischer     |
| 5     | TCH  | Peter Hrivňák     |
| 5     | LTU  | Gytis Juškevičius |

Datum: 27. Juli bis 9. August 1992 

17 Teilnehmer aus 17 Ländern